# Stanislav Linke
Stanislav Linke (9. června 1925, Hradec Králové - 5. srpna 2017, Ostrava) byl český volejbalista, který reprezentoval Československo. S jeho reprezentací získal titul mistra Evropy v roce 1948. Hrál za kluby Sokol Kolín a Spartak ZJŠ Brno. S Kolínem získal dva tituly mistra Československa (1948 a 1949). Jeho manželkou byla významná basketbalistka Věra Neubauerová, stříbrná medailistka z mistrovství Evropy v roce 1952 (toho roku byli také sezdáni).
Do jeho sportovního osudu značně zasáhla politika. Po zisku dvou titulů mistra republiky a mistra Evropy byl na podzim 1949 povolán na vojnu. Měl hrát za ATK, byť basketbal, jemuž se také od mládí věnoval (liga za Sokol Kolín). Jenže na jaře 1950 byl kvůli emigraci své sestry do Rakouska z ATK vyloučen a zbytek základní vojenské služby absolvoval jako písař dejvické posádky. Po vojně odešel do Brna, kde nastoupil ve zbrojovce (tehdy Závody Jana Švermy) jako dělník, díky čemuž se mu podařilo vrátit k volejbalu i basketbalu, neboť zbrojovka byla patronátním závodem úspěšných družstev obou sportů, jež tehdy nesly oba název Spartak ZJŠ. Za volejbalové zbrojováky hrál v letech 1952-1954, skončil kvůli problémům s páteří. U brněnských basketbalistů vydržel o dva roky déle. V továrně byl postupně povýšen do funkce vedoucího nákupu, ale po odmítnutí spolupráce s StB v roce 1957 byl znovu "degradován" do dělnické profese, navíc hůře placené. Aby uživil rodinu a otupil politický tlak na svou osobu, dobrovolně odešel na dlouhodobou brigádu do ostravských dolů, zatímco jeho rodina zůstala v Brně. Přistěhovat se za ním mohla až po pěti letech, kdy dostal v Ostravě byt. Jak se politická situace uvolňovala, mohl se vrátit i ke sportu (předseda a trenér basketbalového oddílu TJ Tatran, v letech 1974-1975 trenér ligových basketbalistů Baníku Ostrava) a mohl také opustit dělnické povolání (výrobní náměstek Výstaviště na Černé louce, později vedoucí zásobování Služeb města Ostrava).